# Parafia Najświętszego Serca Pana Jezusa w Sosnowcu
Parafia Najświętszego Serca Pana Jezusa w Sosnowcu – rzymskokatolicka parafia, położona w dekanacie sosnowieckim - Wniebowzięcia NMP, diecezji sosnowieckiej, metropolii częstochowskiej w Polsce, erygowana 12 sierpnia 1958 r. przez biskupa częstochowskiego Zdzisława Golińskiego. Pierwszym proboszczem został ksiądz Stefan Babczyński. Kościołem parafialnym jest zabytkowy budynek z 1862 roku — Kościół pod wezwaniem Najświętszego Serca Pana Jezusa w Sosnowcu. Parafia zasięgiem obejmuje teren dzielnicy Śródmieście i Stary Sosnowiec (ulice: Dęblińska, Jana  Kiepury, Jana Kilińskiego, Leszno, 3 Maja, al. Józefa Mireckiego, Modrzejowska nr 1, 2 i 3, Ignacego Mościckiego nr 28 i 30, Ludwika Mierosławskiego nr 3 i 18, Hanki Ordonówny, Marszałka Józefa Piłsudskiego nr 7 i 7a, Ks. Włodzimierza Sedlaka, Warszawska).  Według danych Kurii Diecezjalnej z 2024 roku w Sosnowcu parafia liczy 5889 mieszkańców.
Parafia jako jedyna w mieście prowadzi stały konfesjonał (od poniedziałku do soboty), a spowiedź prowadzona jest również w językach obcych: angielskim, hiszpańskim, niemieckim, włoskim, francuskim oraz ukraińskim. Kościół parafialny jest też miejscem wieczystej adoracji Najświętszego Sakramentu. Parafia dzięki przekazowi internetowemu regularnie transmituje na żywo Msze święte, które sprawowane są w budynku świątyni przy ulicy 3 Maja 20a. 

## Historia
Po wybudowaniu Kolei Warszawsko-Wiedeńskiej liczba ludności wtedy jeszcze wsi Sosnowice mocno przyrastała. W październiku 1861 roku mieszkańcy zwrócili się do Konsystorza Jeneralnego ówczesnej diecezji kielecko-krakowskiej z prośbą o zgodę na budowę kościoła.Wybudowano go w przeciągu ciągu roku i już 27 października 1862 roku Konsystorz wydał plebanowi czeladzkiemu upoważnienie do jego poświęcenia. Uroczystość odbyła 11 listopada 1862 roku przy udziale ojców paulinów z Jasnej Góry i franciszkanów reformatów z Warszawy.  Kościół poświęcił proboszcz z Czeladzi Ks. Wojciech Janecki, zaś administrator diecezji kielecko-krakowskiej biskup Maciej Majerczak erygował tu filię parafii Czeladź z osobnym duszpasterstwem. Na usilne prośby mieszkańców Sosnowca październiku 1872 roku został wyznaczony stały wikariusz kościółka Ks. Damian Zakrzewski, franciszkanin reformata z Pilicy. W latach następnych rektorami byli kapłani mający zlecone inne ważne obowiązki duszpasterskie w Sosnowcu.
Osoby duchowne pracujące przy kościele od czasu jego powstania:
- przed 1862 r. ojcowie Paulini z Leśniowa
- ksiądz Dominik Roch Milbert – pierwszy rektor kościoła i budowniczy kościoła Wniebowzięcia Najświętszej Maryi Panny w Sosnowcu, obecnie bazylika katedralna
- ksiądz kanonik Mieczysław Froelich – drugi rektor i budowniczy drugiej parafii w Sosnowcu św. Tomasza Apostoła na Pogoni
- ksiądz Franciszek Musielewicz – trzeci rektor
- ksiądz kanonik Franciszek Karol Raczyński – czwarty rektor
- ksiądz prałat Stefan Babczyński – piąty rektor, a od 1958 r. pierwszy proboszcz tej parafii
- ksiądz kanonik Bolesław Chwalba – drugi proboszcz
- ksiądz kanonik Witold Pękalski – od 1996 r. jako trzeci proboszcz kościoła
- ksiądz kanonik dr Grzegorz Noszczyk – od 2013 r. czwarty proboszcz.W marcu 2024 r. w parafii mieszkało i pracowało czterech kapłanów:

- ksiądz kanonik dr Grzegorz Noszczyk – proboszcz (od 2013 r.)
- ksiądz dr Marcin Lech – wikariusz
- ksiądz dr Tomasz Smalcerz – rezydent, sędzia sądu biskupiego
- ksiądz kanonik Paweł Nowak – penitencjarz diecezjalny, odpowiedzialny za stały konfesjonał w parafii Najświętszego Serca Pana Jezusa w Sosnowcu.